# FC Infonet Tallinn
El FC Infonet Tallinn fou un club de futbol estonià de la ciutat de Tallinn (al barri de Lasnamäe).

## Història
El club va ser fundat l'any 2002. Abans de la temporada 2011 es fusionà amb el club d'Esiliiga FC Atletik. Fou derrotat en la promoció d'ascens per Kuressaare 1-5 en l'agregat. L'any 2012 ascendí per primer cop a primera, després de guanyar la segona divisió. La temporada 2016 es proclamà campió de la primera divisió estoniana. L'any 2017 desaparegué en fusionar-se amb el Levadia.

## Palmarès
- Lliga estoniana de futbol: 
  - 2016

- Copa estoniana de futbol: 
  - 2016-17

- Segona divisió estoniana de futbol: 
  - 2012

- Supercopa estoniana de futbol: 
  - 2017